# Charles Percy Snow
Charles Percy Snow (15. října 1905 Leicester – 1. července 1980) byl britský prozaik, který svou tvorbou navázal na tradici realistického románu a ve svých dílech dokázal především podat detailní popis sociálního prostředí, v němž se příběh odehrával.

## Život
Charles Percy Snow, od roku 1964 Lord Snow of Leicester, byl spisovatel, vědec a veřejný činitel,.
Po středoškolských studiích získal vysokoškolské stipendium obor fyzika a chemie, nejprve ve svém rodišti a později v Cambridgi, kde zůstal jako učitel a vědecký pracovník. Počátkem třicátých let se vedle vědecké činnosti začal věnovat také své vlastní literární tvorbě.
Jádrem Snowova beletristického díla je široce koncipovaný cyklus jedenácti společensky závažných románů Cizinci a bratři (Strangers and Brothers), pojmenovaný podle jeho první části, jež vznikla ještě před válkou. Poslední dílo tohoto obrovitého souboru nese příznačný název Poslední věci (Last things) a vyšlo roku 1970. Nejznámější z celého seriálu je román Profesoři (The Masters, 1951, česky 1963). Všechny tyto romány mají společného ústředního hrdinu Lewise Eliota, autobiografického vypravěče, jehož střízlivýma očima sleduje čtenář anglickou společnost od první světové války až do současnosti a seznamuje se s vnitřním životem dlouhé řady postav, s jejich morálními konflikty, se sváry jejich ctižádosti a svědomí. Po ukončení Cizinců a bratrů napsal Snow dva romány - první Nespokojenci (The Malcontents), vydal 1972, druhý, Cesty moudrosti (In Their Wisdom), je z roku 1974.

## Dílo
- Seznam děl v Souborném katalogu ČR, jejichž autorem nebo tématem je Charles Percy Snow
- Strangers and Brothers, 1940
- Last Things, 1970
- The Malcontents, 1972
- In Their Wisdom, 1974
- A Coat of Varnish, 1979